# Marcel Glăvan
Marcel Glăvan, né le 9 mars 1975, est un céiste roumain. 

## Carrière
Marcel Glăvan participe aux Jeux olympiques de 1996 à Atlanta et remporte la médaille d'argent dans l'épreuve du C2-1000m avec son coéquipier Antonel Borsan.